# العلاقات الفلبينية الليبيرية
العلاقات الفلبينية الليبيرية هي العلاقات الثنائية التي تجمع بين الفلبين وليبيريا.

## مقارنة بين البلدين
هذه مقارنة عامة ومرجعية للدولتين:
| وجه المقارنة                                              | الفلبين                       | ليبيريا      |
| --------------------------------------------------------- | ----------------------------- | ------------ |
| المساحة (كم2)                                             | 343.45 ألف                    | 111.37 ألف   |
| عدد السكان (نسمة)                                         | 104.92 مليون                  | 4.73 مليون   |
| الكثافة السكانية (ن./كم²)                                 | 305.49                        | 42.47        |
| العاصمة                                                   | مانيلا                        | مونروفيا     |
| اللغة الرسمية                                             | اللغة الفلبينية، لغة إنجليزية | لغة إنجليزية |
| العملة                                                    | بيسو فلبيني                   | دولار ليبيري |
| الناتج المحلي الإجمالي (بليون دولار)                      | 313.60 مليار                  | 2.16 مليار   |
| الناتج المحلي الإجمالي (تعادل القوة الشرائية) بليون دولار | 743.90 مليار                  | 3.76 مليار   |
| الناتج المحلي الإجمالي الاسمي للفرد دولار أمريكي          | 2.90 ألف                      | 455          |
| الناتج المحلي الإجمالي للفرد دولار أمريكي                 | 7.39 ألف                      | 842          |
| مؤشر التنمية البشرية                                      | 0.668                         | 0.430        |
| رمز المكالمات الدولي                                      | +63                           | +231         |
| رمز الإنترنت                                              | .ph                           | .lr          |
| المنطقة الزمنية                                           | توقيت الفلبين                 | 00           |

## منظمات دولية مشتركة
يشترك البلدان في عضوية مجموعة من المنظمات الدولية، منها:
| علم المنظمة | اسم المنظمة                               | تاريخ انضمام الفلبين | تاريخ انضمام ليبيريا |
| ----------- | ----------------------------------------- | -------------------- | -------------------- |
|             | مؤسسة التنمية الدولية                     | 28 أكتوبر 1960       | 28 مارس 1962         |
|             | مؤسسة التمويل الدولية                     | 12 أغسطس 1957        | 28 مارس 1962         |
|             | منظمة حظر الأسلحة الكيميائية              | ?                    | ?                    |
|             | الأمم المتحدة                             | 24 أكتوبر 1945       | 2 نوفمبر 1945        |
|             | الاتحاد الدولي للاتصالات                  | 25 مايو 1912         | 10 أكتوبر 1927       |
|             | منظمة الشرطة الجنائية الدولية             | ?                    | ?                    |
|             | البنك الدولي للإنشاء والتعمير             | 27 ديسمبر 1945       | 28 مارس 1962         |
|             | الاتحاد البريدي العالمي                   | ?                    | ?                    |
|             | المركز الدولي لتسوية المنازعات الاستشارية | 17 ديسمبر 1978       | 16 يوليو 1970        |
|             | وكالة ضمان الاستثمار متعدد الأطراف        | 8 فبراير 1994        | 12 أبريل 2007        |
|             | يونسكو                                    | 21 نوفمبر 1946       | 6 مارس 1947          |

## وصلات خارجية
- موقع وزارة الخارجية الفلبينية
- موقع وزارة الخارجية الليبيرية